# Pantelimon (metrostation)
Pantelimon is een station van de metro van Boekarest. Het station werd geopend op 15 januari 1990 en ligt in de kleine gemeente Pantelimon, net buiten Boekarest. Station Pantelimon bevindt zich op het terrein van het metrodepot en beschikt over slechts één spoor. Formeel maakt het station deel uit van metrolijn 1, maar het wordt alleen aangedaan door een van de rest van de lijn gescheiden pendeldienst van en naar Republica. De treinen rijden om de 15 minuten tussen 5:00 en 9:00 en tussen 14:00 en 19:00 uur.
Van Dristor 2 tot Pantelimon:
Dristor 2 · Piața Muncii · Iancului · Obor · Ştefan cel Mare · Piața Victoriei · Gara de Nord 1 · Basarab · Crângaşi · Semănătoarea · Grozăveşti · Eroilor · Izvor · Piaţa Unirii · Timpuri Noi · Mihai Bravu · Dristor 1 · Nicolae Grigorescu · Titan · Costin Georgian · Republica · Pantelimon